# Syzygium kurzii
Syzygium kurzii är en myrtenväxtart som först beskrevs av John Firminger Duthie, och fick sitt nu gällande namn av Nambiyath Puthansurayil Balakrishnan. Syzygium kurzii ingår i släktet Syzygium och familjen myrtenväxter. Inga underarter finns listade i Catalogue of Life.